# 凯特博多尼
凯特博多尼，是匈牙利诺格拉德州所辖的一个村。总面积13.05平方公里，总人口476，人口密度36.5人/平方公里（2011年1月1日）。